# Koivusaari (ö i Finland, Norra Savolax, Kuopio, lat 63,18, long 27,33)
Koivusaari är en ö i Finland. Den ligger i sjön Onkivesi och i kommunen Kuopio i den ekonomiska regionen  Kuopio ekonomiska region  och landskapet Norra Savolax, i den centrala delen av landet, 400 km norr om huvudstaden Helsingfors. Öns area är 10,6 hektar och dess största längd är 0,5 kilometer i öst-västlig riktning.